# Hồ Odlezly
Hồ Odlezly (tiếng Séc: Odlezelské jezero, hay Mladotické-, Potvorovské-) là một hồ chứa ở Cộng hòa Séc. Hồ Odlezly và môi trường xung quanh thuộc khu bảo tồn thiên nhiên quốc gia.
Hồ Odlezly nằm dưới ngọn đồi Potvorovský, gần làng Odlezly và gần Kalec - một phần hành chính của làng Žihle. Hồ có hai con sông nhỏ chảy vào là Mladotický và Odlezelský.

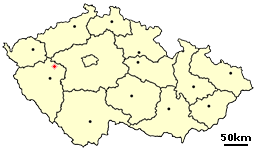
Vị trí ở Cộng hòa Séc

Trong suốt ngày 25 - 26 tháng 5 năm 1872, một trận mưa lớn đã làm ngập Mladotický. Đêm ngày 27 tháng 5 và ngày 28 tháng 5, các lớp Permo-Cacbon ở sườn tây của ngọn đồi gần đó trượt xuống và chặn dòng chảy của sông Mladotický. Tuy nhiên, lũ lụt không phải là lý do duy nhất gây ra lở đất ở đây mà nguyên nhân chủ yếu là do việc khai thác mỏ đá sa thạch của con người diễn ra trong nhiều thế kỷ qua đã làm giảm ổn định độ dốc của sườn núi. Không chỉ vậy, con người còn tạo thêm một vết lõm vào thân ngọn đồi để xây dựng tuyến đường sắt Plzeň - Žatec.
Sau trận lở đất, tuyến đường sắt bị phá hủy hoàn toàn và một tuyến đường sắt khác đã được xây dựng thay thế ở phía đối diện thung lũng Levee (cách vài km về phía hạ lưu sông Mladotický, diện tích khoảng 90 ha).
Hồ Odlezly có diện tích 4,5 ha với 500 mét chiều dài và 70-100 mét chiều rộng. Mặt hồ cao 413 m so với mực nước biển. Vào năm 1972, hồ có độ sâu là 7,7 mét, tuy nhiên con số chỉ còn 6,7 mét vào năm 1999. Ngày nay, hồ đang dần bị thu hẹp và thiếu lượng nước bổ sung từ các dòng sông. Nếu không có sự can thiệp của con người, nó sẽ biến mất trong vòng nhiều thập kỷ tới.
Đứng trước nguy cơ hồ Odlezly biến mất, vào ngày 7 tháng 3 năm 1975, chính quyền địa phương quyết định thành lập khu bảo tồn thiên nhiên bao gồm hồ Odlezly và một số khu vực xung quanh nó (68,3 ha).